# Espelucha
Espelucha (en francès Espeluche) és un municipi francès situat al departament de la Droma i a la regió d'Alvèrnia-Roine-Alps. L'any 2007 tenia 1.057 habitants.

## Demografia

### Població
El 2007 la població de fet d'Espeluche era de 1.057 persones. Hi havia 396 famílies de les quals 97 eren unipersonals (44 homes vivint sols i 53 dones vivint soles), 93 parelles sense fills, 178 parelles amb fills i 28 famílies monoparentals amb fills.
La població ha evolucionat segons el següent gràfic:
Habitants censats

### Habitatges
El 2007 hi havia 464 habitatges, 404 eren l'habitatge principal de la família, 33 eren segones residències i 26 estaven desocupats. 418 eren cases i 40 eren apartaments. Dels 404 habitatges principals, 320 estaven ocupats pels seus propietaris, 71 estaven llogats i ocupats pels llogaters i 14 estaven cedits a títol gratuït; 7 tenien una cambra, 17 en tenien dues, 43 en tenien tres, 119 en tenien quatre i 218 en tenien cinc o més. 310 habitatges disposaven pel capbaix d'una plaça de pàrquing. A 163 habitatges hi havia un automòbil i a 226 n'hi havia dos o més.

### Piràmide de població
La piràmide de població per edats i sexe el 2009 era:
| Homes | Edats   | Dones |
| ----- | ------- | ----- |
| 0     | 95 o +  | 0     |
| 0     | 90 a 94 | 4     |
| 0     | 85 a 89 | 8     |
| 0     | 80 a 84 | 0     |
| 0     | 75 a 79 | 8     |
| 28    | 70 a 74 | 20    |
| 16    | 65 a 69 | 8     |
| 16    | 60 a 64 | 20    |
| 20    | 55 a 59 | 20    |
| 40    | 50 a 54 | 48    |
| 40    | 45 a 49 | 32    |
| 16    | 40 a 44 | 32    |
| 44    | 35 a 39 | 40    |
| 36    | 30 a 34 | 16    |
| 16    | 25 a 29 | 20    |
| 16    | 20 a 24 | 4     |
| 32    | 15 a 19 | 8     |
| 32    | 10 a 14 | 20    |
| 32    | 5 a 9   | 12    |
| 20    | 0 a 4   | 20    |

## Economia
El 2007 la població en edat de treballar era de 691 persones, 503 eren actives i 188 eren inactives. De les 503 persones actives 458 estaven ocupades (258 homes i 200 dones) i 45 estaven aturades (19 homes i 26 dones). De les 188 persones inactives 64 estaven jubilades, 64 estaven estudiant i 60 estaven classificades com a «altres inactius».

### Ingressos
El 2009 a Espeluche hi havia 397 unitats fiscals que integraven 1.066,5 persones, la mediana anual d'ingressos fiscals per persona era de 19.033 €.

### Activitats econòmiques
Dels 32 establiments que hi havia el 2007, 1 era d'una empresa extractiva, 1 d'una empresa alimentària, 1 d'una empresa de fabricació d'altres productes industrials, 11 d'empreses de construcció, 5 d'empreses de comerç i reparació d'automòbils, 1 d'una empresa de transport, 1 d'una empresa d'hostatgeria i restauració, 1 d'una empresa d'informació i comunicació, 2 d'empreses immobiliàries, 2 d'empreses de serveis, 3 d'entitats de l'administració pública i 3 d'empreses classificades com a «altres activitats de serveis».
Dels 14 establiments de servei als particulars que hi havia el 2009, 1 era un taller de reparació d'automòbils i de material agrícola, 2 paletes, 1 guixaire pintor, 1 fusteria, 2 lampisteries, 3 electricistes, 1 empresa de construcció, 2 perruqueries i 1 restaurant.
Dels 2 establiments comercials que hi havia el 2009, 1 era una botiga de menys de 120 m² i 1 una fleca.
L'any 2000 a Espeluche hi havia 19 explotacions agrícoles que ocupaven un total de 329 hectàrees.

## Equipaments sanitaris i escolars
El 2009 hi havia una escola elemental.

## Poblacions més properes
El següent diagrama mostra les poblacions més properes.